# Wetteranomalie im Dezember 2015
Der Dezember 2015 brachte europaweit für die Jahreszeit ungewöhnlich warmes Wetter. Sowohl in Deutschland, als auch in Frankreich und den Niederlanden war es der wärmste Dezember seit Beginn der Messungen. Zudem stellte der Dezember auch global einen neuen Temperaturrekord auf.

## Deutschland
In Deutschland lag die durchschnittliche Temperatur im Dezember 2015 bei 6,4 °C. Damit war der Dezember 5,6 Grad wärmer als im Klimamittel 1961–1990 und lag 1,6 Grad über den bisherigen Rekordhaltern 1934 und 1974. Der Dezember wäre sogar für einen März extrem warm gewesen. Der Dezember war in allen deutschen Bundesländern der wärmste seit Beginn der Klimaaufzeichnungen, in Baden-Württemberg und Bayern fiel der Abstand zu den bisherigen Rekordhaltern jedoch im Vergleich zu den nördlicheren Bundesländern eher gering aus. Nordrhein-Westfalen war mit einer durchschnittlichen Temperatur von 8,3 °C das wärmste Bundesland, die höchste Abweichung zu der Normalperiode gab es aber in Niedersachsen: Dort war der Monat 6,3 Grad wärmer als ein normaler Dezember. In einigen Städten im nördlichen Deutschland gab es im ganzen Dezember gar keinen Frost. In Hannover war der Dezember mit durchschnittlich 8,9 °C sieben Grad zu warm und damit sogar wärmer als der April desselben Jahres – obwohl auch der April 2015 schon zu warm war, und genauso warm wie der auch schon rekordwarme November 2015. Ähnliches ließ sich auch in Bremen beobachten: Dort war der April 2015 zu warm und der sonnigste Monat des Jahres, der November 2015 war der wärmste seit Beginn der Klimaaufzeichnungen, doch der Dezember 2015 war wärmer als beide Monate. In einigen Regionen wurden im Dezember 2015 an fast allen Tagen über 10 Grad erreicht. Die Folge des warmen Wetters war, dass vielerorts Rosen blühten, Bienen unterwegs waren und ab Mitte Dezember sogar vor einer Pollenbelastung gewarnt wurde. In mehreren Großstädten in Nordrhein-Westfalen gab es im Dezember 2015 sogar reife Brombeeren. Die höchste Temperatur wurde mit 18,0 °C bei Freiburg gemessen, blieb damit jedoch deutlich unter dem absoluten Dezemberrekord von 1989 mit 24,0 °C. Außerdem war der Dezember mit Ausnahme des äußersten Nordens in Deutschland auch extrem sonnig und trocken.

## Österreich
In Österreich hatte der Dezember 2015 eine durchschnittliche Temperatur von 4,5 °C. Damit reichte es jedoch nicht für einen landesweiten Dezemberrekord, sondern mehrere Dezembermonate, teilweise sogar aus dem vorindustriellen Zeitalter, blieben wärmer. Nichtsdestotrotz war der Dezember 2015 auch in Österreich ein extremer Wettermonat. In Teilen Österreichs wurde so wenig Schnee wie noch nie seit Beginn der Wetteraufzeichnungen gemessen. Das Bergdorf Seefeld in Tirol, das normalerweise im Dezember schneesicher ist, hatte im Dezember 2015 überhaupt keinen Schnee. In vielen Tälern Kärntens war dagegen der Wärmeüberschuss im Dezember 2015 überschaubar.

## Frankreich
Auch in Frankreich wurde der Dezember 2015 der wärmste seit Beginn der Klimaaufzeichnungen. Mit einer landesweiten Durchschnittstemperatur von 9,5 °C war der Dezember wärmer, als es im März in Frankreich üblich ist. Der Monat war auch in Frankreich sehr sonnig und trocken. Die durchschnittliche Höchsttemperatur lag im Dezember 2015 in Frankreich bei frühlingshaften 13 °C.

## Niederlande
In den Niederlanden stellte der Dezember 2015 mit einer mittleren Temperatur von 9,6 °C ebenfalls einen neuen Rekord auf. Der Dezember war in den Niederlanden sogar wärmer als ein normaler April und nahezu genauso warm wie Oktober und November desselben Jahres. Die Niederlande blieben in diesem Monat komplett schnee- und frostfrei. In Wijk an Zee wurde eine Höchsttemperatur von 16,6 °C gemessen, was für niederländische Verhältnisse außergewöhnlich ist. Der Monat war in den ganzen Niederlanden extrem trocken und außergewöhnlich sonnenscheinreich.

## USA
Auch in den USA war der Dezember 2015 der wärmste Dezember seit Beginn der Klimaaufzeichnungen, allerdings war er im Gegensatz zu Mitteleuropa in den USA viel zu nass. An Heiligabend stieg die Temperatur in New York im Central Park auf sommerliche 23,3 °C, was einen Rekord für New York darstellte und über 20 Grad zu warm für die Jahreszeit war. In anderen Teilen der USA wurden sogar bis 28 Grad gemessen. Weihnachten 2015 war in den USA mindestens genauso warm wie der Nationalfeiertag am 4. Juli.

## Russland
Auch in Russland war es im Dezember 2015, insbesondere an Weihnachten, viel zu warm. Am 24. Dezember 2015 wurde mit 8,5 °C ein neuer Rekord aufgestellt, der über vier Grad über dem alten lag. Normalerweise liegen die Höchstwerte im russischen Dezember bei −4 °C. Vielerorts wurde Weihnachten und Silvester zum ersten Mal seit Menschengedenken ohne Schnee gefeiert. Der Moskauer Rodelberg am Roten Platz musste zum ersten Mal wegen zu hoher Temperaturen geschlossen werden.

## Arktis
In der Arktis war der Dezember 2015 sogar bis zu 50 Grad zu warm. Sogar am Nordpol gab es Ende Dezember noch Plusgrade, was dort sonst nur im Sommer vorkommt. Parallel dazu wurden in der Arktis Stürme in Rekordstärke beobachtet. Diese extrem hohen Temperaturen führten auch zur Eisschmelze mitten im Dezember.

## Ursachen für das abnorm warme Wetter
Durch eine anhaltende Kaltluftströmung aus Kanada bildete sich ein Tiefdruckgebiet über dem Nordatlantik, welches im Zusammenspiel mit einem Hochdruckgebiet über dem Mittelmeer für anhaltend hohe Temperaturen in Europa sorgte. Dabei dehnte sich das Hochdruckgebiet bis nach Nordeuropa. Die extrem hohen Temperaturen auf weiten Teilen der Erde sind mit an Sicherheit grenzender Wahrscheinlichkeit dem menschengemachten Klimawandel zuzuschreiben.